# Liste der Olympiasieger im Basketball/Medaillengewinner
Diese Liste ist Teil der Liste der Olympiasieger im Basketball. Sie listet alle Sieger, zweit- und drittplatzierten Mannschaften mit dem vollständigen Kader der bisherigen olympischen Basketballturniere der Männer auf.

## Mannschaft
| Olympia | Gold | Silber | Bronze |
| ------- | --- | --- | --- |
| 1936    | Vereinigte StaatenRalph Bishop Joe Fortenberry Carl Knowles Jack Ragland Carl Shy Bill Wheatley Francis Johnson Samuel Balter Tex Gibbons Frank Lubin Art Mollner Donald Piper Willard Schmidt Duane Swanson                  | KanadaGordon Aitchison Ian Allison Art Chapman Chuck Chapman Douglas Peden James Stewart Malcolm Wiseman Irving Meretsky Edward Dawson | MexikoCarlos Borja Victor Borja Raúl Fernández Francisco Martínez Jesús Olmos Greer Skousen Luis Ignacio de la Vega José Pamplona Andrés Gómez Silvio Hernández Rodolfo Choperena                                                                       |
| 1948    | Vereinigte StaatenCliff Barker Don Barksdale Ralph Beard Lew Beck Vince Boryla Gordon Carpenter R. C. Pitts Alex Groza Wallace Jones Bob Kurland Ray Lumpp Jesse Renick Jack Robinson Kenny Rollins                           | FrankreichAndré Barrais Michel Bonnevie André Buffière René Chocat René Dérency Maurice Desaymonet André Even Maurice Girardot Fernand Guillou Raymond Offner Jacques Perrier Yvan Quénin Lucien Rebuffic Pierre Thiolon                             | BrasilienAlgodão João Francisco Bráz Luiz Benvenuti Ruy de Freitas Marcus Vinícius Dias Affonso Évora Alexandre Gemignani Alfredo da Motta Alberto Marson Nilton Pacheco Guilherme Rodrigues Massinet Sorcinelli                                        |
| 1952    | Vereinigte StaatenHowie Williams Dan Pippin Frank McCabe Clyde Lovellette William Lienhard Bob Kurland Bob Kenney Dean Kelley John Keller Bill Hougland Charlie Hoag Wayne Glasgow Marc Freiberger Ron Bontemps               | SowjetunionKazys Petkevičius Juri Oserow Maigonis Valdmanis Stanislovas Stonkus Heino Kruus Justinas Lagunavičius Stepas Butautas Joann Lõssov Ilmar Kullam Wiktor Wlassow Anatoli Konew Alexander Moissejew Nodar Dschordschikia Otar Korkia        | UruguayMartín Acosta y Lara Enrique Baliño Victorio Cieslinskas Héctor Costa Nelson Demarco Héctor García Otero Sergio Matto Roberto Lovera Adesio Lombardo Tabaré Larre Borges Wilfredo Peláez Carlos Roselló                                          |
| 1956    | Vereinigte StaatenDick Boushka Carl Cain Chuck Darling Billy Evans Gilbert Ford Bill Houghland K. C. Jones Burdette Haldorson Robert Jeangerard Bill Russell Ron Tomsic Jim Walsh                                             | SowjetunionMaigonis Valdmanis Algirdas Lauritėnas Kazys Petkevičius Jānis Krūmiņš Valdis Muižnieks Stanislovas Stonkus Michail Studenezki Wiktor Subkow Juri Oserow Michail Semjonow Arkadi Botschkarjow Wladimir Torban                             | UruguayCarlos Blixer Nelson Chelle Ramiro Cortés Nelson Demarco Héctor Costa Héctor García Otero Oscar Moglia Raúl Mera Carlos González Sergio Matto Ariel Olascoaga Milton Scarón                                                                      |
| 1960    | Vereinigte StaatenJerry West Adrian Smith Oscar Robertson Jerry Lucas Lester Lane Allen Kelley Darrall Imhoff Burdette Haldorson Terry Dischinger Bob Boozer Walt Bellamy Jay Arnette                                         | SowjetunionValdis Muižnieks Michail Semjonow Maigonis Valdmanis Jānis Krūmiņš Wiktor Subkow Juri Kornejew Alexander Petrow Gennadi Wolnow Guram Minaschwili Wladimer Ugrechelidse Albert Waltin Cēzars Ozers                                         | BrasilienEdson Bispo dos Santos Moysés Blás Waldemar Blatskauskas Algodão Carmo de Souza Carlos Domingos Massoni Waldir Boccardo Wlamir Marques Amaury Antônio Pasos Fernando Pereira de Freitas Antônio Salvador Sucar Jatyr Eduardo Schall            |
| 1964    | Vereinigte StaatenJim Barnes Bill Bradley Larry Brown Joe Caldwell Mel Counts Dick Davies Walter Hazzard Lucious Jackson Pete McCaffrey Jeff Mullins Jerry Shipp George Wilson                                                | SowjetunionArmenak Alatschatschjan Mykola Bahlej Wjatscheslaw Chrynin Juris Kalniņš Juri Kornejew Jānis Krūmiņš Jaak Lipso Lewan Mosseschwili Valdis Muižnieks Alexander Petrow Alexander Trawin Gennadi Wolnow                                      | BrasilienEdson Bispo dos Santos Friedrich Wilhelm Braun Carmo de Souza Carlos Domingos Massoni Wlamir Marques Victor Mirshawka Amaury Pasos Ubiratan Pereira Maciel Antônio Salvador Sucar Jatyr Eduardo Schall José Edvar Simões Sérgio Toledo Machado |
| 1968    | Vereinigte StaatenMike Barrett John Clawson Don Dee Calvin Fowler Spencer Haywood Bill Hosket Jim King Glynn Saulters Charlie Scott Mike Silliman Ken Spain Joseph White                                                      | JugoslawienDragutin Čermak Krešimir Ćosić Vladimir Cvetković Damir Šolman Ivo Daneu Radivoj Korać Trajko Rajković Zoran Maroević Dragoslav Ražnatović Petar Skansi Nikola Plećaš Aljoša Žorga                                                        | SowjetunionWladimir Andrejew Sergei Below Wadim Kapranow Jaak Lipso Sergei Kowalenko Anatoli Krikun Surab Sakandelidse Juri Selichow Modestas Paulauskas Anatolij Polywoda Priit Tomson Gennadi Wolnow                                                  |
| 1972    | SowjetunionAnatolij Polywoda Modestas Paulauskas Surab Sakandelidse Älschan Scharmuchamedow Alexander Boloschew Iwan Jadeschka Sergei Below Micheil Korkia Iwan Dworny Gennadi Wolnow Alexander Below Sergei Kowalenko        | Vereinigte StaatenKenneth Davis Doug Collins Tom Henderson Mike Bantom Bobby Jones Dwight Jones James Forbes Jim Brewer Tommy Burleson Tom McMillen Kevin Joyce Ed Ratleff                                                                           | KubaJuan Domecq Ruperto Herrera Tabio Juan Roca Pedro Chappé Miguel Álvarez Pozo Rafael Cañizares Conrado Pérez Miguel Calderón Gómez Tomás Herrera Óscar Varona Alejandro Urgellés Franklin Standard                                                   |
| 1976    | Vereinigte StaatenPhil Ford Steve Sheppard Adrian Dantley Walter Davis William Buckner Ernie Grunfeld Kenny Carr Scott May Tate Armstrong Tom LaGarde Phil Hubbard Mitch Kupchak                                              | JugoslawienBlagoje Georgijevski Dragan Kićanović Vinko Jelovac Rajko Žižić Željko Jerkov Andro Knego Zoran Slavnić Krešimir Ćosić Damir Šolman Žarko Varajić Dražen Dalipagić Mirza Delibašić                                                        | SowjetunionWladimir Arsamaskow Oleksandr Salnykow Waleri Milosserdow Sergei Below Älschan Scharmuchamedow Andrei Makejew Iwan Jadeschka Micheil Korkia Wladimir Tkatschenko Anatoli Myschkin Alexander Below Wolodymyr Schyhylij                        |
| 1980    | JugoslawienAndro Knego Dragan Kićanović Rajko Žižić Mihovil Nakić Željko Jerkov Branko Skroče Zoran Slavnić Krešimir Ćosić Ratko Radovanović Duje Krstulović Dražen Dalipagić Mirza Delibašić                                 | ItalienRomeo Sacchetti Roberto Brunamonti Mike Sylvester Enrico Gilardi Fabrizio Della Fiori Marco Solfrini Marco Bonamico Dino Meneghin Renato Villalta Renzo Vecchiato Pierluigi Marzorati Pietro Generali                                         | SowjetunionStanislaw Jerjomin Waleri Milosserdow Sergei Tarakanow Oleksandr Salnykow Andrei Lopatow Nikolai Derjugin Sergei Below Wladimir Tkatschenko Anatoli Myschkin Sergejus Jovaiša Alexander Belostenny Wladimir Schigili                         |
| 1984    | Vereinigte StaatenSteve Alford Leon Wood Patrick Ewing Michael Jordan Vern Fleming Alvin Robertson Jon Koncak Wayman Tisdale Joe Kleine Chris Mullin Sam Perkins Jeffrey Turner                                               | SpanienJosé Manuel Beirán José Luis Llorente Josep Maria Margall Fernando Arcega Juan Domingo de la Cruz Juan Manuel López Iturriaga Andrés Jiménez Fernando Romay Juan Antonio Corbalán Ignacio Solozábal Fernando Martín Juan Antonio San Epifanio | JugoslawienDražen Petrović Aleksandar Petrović Rajko Žižić Andro Knego Nebojša Zorkić Ivan Sunara Sabit Hadžić Dražen Dalipagić Emir Mutapčić Ratko Radovanović Mihovil Nakić Branko Vukičević                                                          |
| 1988    | SowjetunionAlexander Belostenny Oleksandr Wolkow Šarūnas Marčiulionis Waleri Goborow Igors Miglinieks Rimas Kurtinaitis Tiit Sokk Arvydas Sabonis Sergei Tarakanow Waleri Tichonenko Valdemaras Chomičius Wiktor Pankraschkin | JugoslawienDražen Petrović Zdravko Radulović Zoran Čutura Dino Rađa Toni Kukoč Žarko Paspalj Željko Obradović Stojko Vranković Jurij Zdovc Vlade Divac Franjo Arapović Danko Cvjetićanin                                                             | Vereinigte StaatenMitch Richmond David Robinson Charles D. Smith Charles E. Smith Herman Reid Danny Manning Jeff Grayer Dan Majerle Hersey Hawkins Bimbo Coles Stacey Augmon Willie Anderson                                                            |
| 1992    | Vereinigte StaatenCharles Barkley Larry Bird Clyde Drexler Scottie Pippen Patrick Ewing Earvin „Magic“ Johnson Christian Laettner Michael Jordan Karl Malone Chris Mullin David Robinson John Stockton                        | KroatienVladan Alanović Franjo Arapović Danko Cvjetićanin Toni Kukoč Alan Gregov Arijan Komazec Aramis Naglić Velimir Perasović Dražen Petrović Dino Rađa Žan Tabak Stojko Vranković                                                                 | LitauenRomanas Brazdauskis Valdemaras Chomičius Gintaras Einikis Darius Dimavičius Artūras Karnišovas Gintaras Krapikas Sergejus Jovaiša Rimas Kurtinaitis Šarūnas Marčiulionis Alvydas Pazdrazdis Arvydas Sabonis Arūnas Visockas                      |
| 1996    | Vereinigte StaatenCharles Barkley Penny Hardaway David Robinson Scottie Pippen Reggie Miller Karl Malone John Stockton Shaquille O’Neal Mitch Richmond Gary Payton Grant Hill Hakeem Olajuwon                                 | BR JugoslawienDejan Bodiroga Predrag Danilović Saša Obradović Nikola Lončar Vlade Divac Žarko Paspalj Miroslav Berić Aleksandar Đorđević Željko Rebrača Dejan Tomašević Milenko Topić Zoran Savić                                                    | LitauenRimas Kurtinaitis Andrius Jurkūnas Arvydas Sabonis Gintaras Einikis Saulius Štombergas Artūras Karnišovas Eurelijus Žukauskas Tomas Pačėsas Mindaugas Žukauskas Rytis Vaišvila Darius Lukminas Šarūnas Marčiulionis                              |
| 2000    | Vereinigte StaatenSteve Smith Jason Kidd Allan Houston Alonzo Mourning Tim Hardaway Vince Carter Kevin Garnett Vin Baker Ray Allen Antonio McDyess Gary Payton Shareef Abdur-Rahim                                            | FrankreichMoustapha Sonko Laurent Sciarra Antoine Rigaudeau Laurent Foirest Yann Bonato Makan Dioumassi Stéphane Risacher Thierry Gadou Cyril Julian Crawford Palmer Jim Bilba Frédéric Weis                                                         | LitauenŠarūnas Jasikevičius Kestutis Marciulionis Mindaugas Timinskas Saulius Štombergas Ramūnas Šiškauskas Andrius Giedraitis Dainius Adomaitis Eurelijus Žukauskas Tomas Masiulis Darius Maskoliūnas Guintaras Einikis Darius Songaila                |
| 2004    | ArgentinienCarlos Delfino Gabriel Fernández Manu Ginóbili Leonardo Gutiérrez Wálter Herrmann Alejandro Montecchia Andrés Nocioni Fabricio Oberto Pepe Sánchez Luis Scola Hugo Sconochini Rubén Wolkowyski                     | ItalienGianluca Basile Massimo Bulleri Giacomo Galanda Roberto Chiacig Luca Garri Denis Marconato Michele Mian Gianmarco Pozzecco Nikola Radulović Alex Righetti Rodolfo Rombaldoni Matteo Soragna                                                   | Vereinigte StaatenCarmelo Anthony Carlos Boozer Tim Duncan Allen Iverson LeBron James Richard Jefferson Shawn Marion Stephon Marbury Lamar Odom Emeka Okafor Amar'e Stoudemire Dwyane Wade                                                              |
| 2008    | Vereinigte StaatenCarmelo Anthony Carlos Boozer Chris Bosh Kobe Bryant LeBron James Dwight Howard Jason Kidd Chris Paul Tayshaun Prince Michael Redd Dwyane Wade Deron Williams                                               | SpanienJosé Calderón Rudy Fernández Jorge Garbajosa Marc Gasol Pau Gasol Carlos Jiménez Raúl López Álex Mumbrú Juan Carlos Navarro Felipe Reyes Berni Rodríguez Ricky Rubio                                                                          | ArgentinienCarlos Delfino Manu Ginóbili Román González Juan Pedro Gutiérrez Leonardo Gutiérrez Federico Kammerichs Andrés Nocioni Fabricio Oberto Antonio Porta Pablo Prigioni Paolo Quinteros Luis Scola                                               |
| 2012    | Vereinigte StaatenCarmelo Anthony Kobe Bryant Tyson Chandler Anthony Davis Kevin Durant James Harden Andre Iguodala LeBron James Kevin Love Chris Paul Russell Westbrook Deron Williams                                       | SpanienSergio Rodríguez José Calderón Víctor Sada Sergio Llull Juan Carlos Navarro Rudy Fernández Fernando San Emeterio Víctor Claver Felipe Reyes Serge Ibaka Pau Gasol Marc Gasol                                                                  | RusslandSemjon Antonow Witali Fridson Sergei Karassjow Alexander Kaun Wiktor Chrjapa Dmitri Chwostow Andrei Kirilenko Sergei Monja Timofei Mosgow Anton Ponkraschow Alexei Schwed Jewgeni Woronow                                                       |
| 2016    | Vereinigte StaatenJimmy Butler Kevin Durant DeAndre Jordan Kyle Lowry Harrison Barnes DeMar DeRozan Kyrie Irving Klay Thompson DeMarcus Cousins Paul George Draymond Green Carmelo Anthony                                    | SerbienMiloš Teodosić Marko Simonović Bogdan Bogdanović Stefan Marković Nikola Kalinić Nemanja Nedović Stefan Birčević Miroslav Raduljica Nikola Jokić Vladimir Štimac Stefan Jović Milan Mačvan                                                     | SpanienPau Gasol Rudy Fernández Sergio Rodríguez Juan Carlos Navarro José Calderón Felipe Reyes Victor Claver Willy Hernangómez Álex Abrines Sergio Llull Nikola Mirotić Ricky Rubio                                                                    |
| 2020    | Vereinigte StaatenBam Adebayo Devin Booker Kevin Durant Jerami Grant Draymond Green Jrue Holiday Keldon Johnson Zach LaVine Damian Lillard JaVale McGee Khris Middleton Jayson Tatum                                          | FrankreichAndrew Albicy Nicolas Batum Petr Cornelie Nando de Colo Moustapha Fall Evan Fournier Rudy Gobert Thomas Heurtel Timothé Luwawu-Cabarrot Frank Ntilikina Vincent Poirier Guerschon Yabusele                                                 | AustralienAron Baynes Matthew Dellavedova Dante Exum Chris Goulding Josh Green Joe Ingles Nick Kay Jock Landale Patty Mills Duop Reath Nathan Sobey Matisse Thybulle                                                                                    |
| 2024    | Vereinigte StaatenBam Adebayo Devin Booker Stephen Curry Anthony Davis Kevin Durant Anthony Edwards Joel Embiid Tyrese Haliburton Jrue Holiday LeBron James Jayson Tatum Derrick White                                        | FrankreichAndrew Albicy Nicolas Batum Isaïa Cordinier Bilal Coulibaly Nando de Colo Evan Fournier Rudy Gobert Mathias Lessort Frank Ntilikina Matthew Strazel Victor Wembanyama Guerschon Yabusele                                                   | SerbienAleksa Avramović Bogdan Bogdanović Dejan Davidovac Ognjen Dobrić Marko Gudurić Nikola Jokić Nikola Jović Vanja Marinković Vasilije Micić Nikola Milutinov Filip Petrušev Uroš Plavšić                                                            |

## 3×3
| Olympia | Gold                                                                     | Silber                                                                  | Bronze                                                                       |
| ------- | ------------------------------------------------------------------------ | ----------------------------------------------------------------------- | ---------------------------------------------------------------------------- |
| 2020    | LettlandAgnis Čavars Edgars Krūmiņš Kārlis Lasmanis Nauris Miezis        | ROCIlja Karpenkow Kirill Pisklow Stanislaw Scharow Alexander Sujew      | SerbienDušan Domović Bulut Dejan Majstorović Aleksandar Ratkov Mihailo Vasić |
| 2024    | NiederlandeWorthy de Jong Arvin Slagter Jan Driessen Dimeo van der Horst | FrankreichLucas Dussoulier Jules Rambaut Franck Seguela Timothé Vergiat | LitauenEvaldas Džiaugys Gintautas Matulis Aurelijus Pukelis Šarūnas Vingelis |